# John James Rudin
John James Rudin MM (* 27. November 1916 in Pittsfield, Massachusetts; † 14. Juni 1995 in Tarrytown, New York) war ein US-amerikanischer Ordensgeistlicher und römisch-katholischer Bischof von Musoma.

## Leben
John James Rudin besuchte die High School in Pittsfield und das Vernard Junior Seminary in Scranton. Am 7. September 1934 trat Rudin der Ordensgemeinschaft der Maryknoll-Missionare bei. Anschließend studierte er Philosophie und Katholische Theologie am Maryknoll Apostolic College. Rudin empfing am 11. Juni 1944 in der Kapelle des Priesterseminars der Maryknoll-Missionare in Ossining das Sakrament der Priesterweihe. Danach setzte er seine Studien an der Katholischen Universität von Amerika in Washington, D.C. fort, an der er im Juni 1945 ein Lizenziat im Fach Katholische Theologie erwarb.
Von 1945 bis 1947 lehrte John James Rudin Latein und Liturgiewissenschaft am Maryknoll Apostolic College. Ab September 1947 war er am Collegio Maryknoll in Rom tätig. Am 19. Oktober 1948 wurde Rudin an der Päpstlichen Universität Gregoriana im Fach Moraltheologie promoviert. Nach der Rückkehr in seine Heimat wurde er Rektor des Kleinen Seminars der Maryknoll-Missionare in Brookline. Rudin lehrte ab 1951 Moraltheologie am Priesterseminar der Maryknoll-Missionare in Ossining. Zudem war er Subregens. Am 20. April 1954 wurde John James Rudin als Missionar nach Tanganjika entsandt, wo er Leiter der Missionsstation in Shinyanga wurde. Nachdem er kurzzeitig als Missionar in Kilulu und Sayusayu gewirkt hatte, wurde er 1956 Provinzsuperior der Ordensprovinz Afrika der Maryknoll-Missionare.
Am 5. Juli 1957 ernannte ihn Papst Pius XII. zum Bischof von Musoma. Der Bischof von Mwanza, Joseph Blomjous MAfr, spendete ihm am 3. Oktober desselben Jahres in Musoma die Bischofsweihe; Mitkonsekratoren waren der Bischof von Shinyanga, Edward Aloysius McGurkin MM, und der Weihbischof in Kisumu, Maurice Michael Otunga.
Rudin nahm an allen vier Sitzungsperioden des Zweiten Vatikanischen Konzils teil. Papst Johannes Paul II. nahm am 12. Januar 1979 das von John James Rudin vorgebrachte Rücktrittsgesuch an. Anschließend kehrte Rudin in die USA zurück, wo er unter anderem drei Jahre als Seelsorger im Bistum Savannah wirkte. Ab 1988 war Rudin im Maryknoll Development House in Chestnut Hill tätig und wurde am 1. Februar 1992 dessen Direktor. Seit 1993 lebte er in der St. Teresa’s Residence in Maryknoll. Rudin starb am 14. Juni 1995 im Phelps Memorial Hospital in Tarrytown. Sein Grab befindet sich auf dem Maryknoll Society Cemetery.